# Xã Hillsgrove, Quận Sullivan, Pennsylvania
Xã Hillsgrove (tiếng Anh: Hillsgrove Township) là một xã thuộc quận Sullivan, tiểu bang Pennsylvania, Hoa Kỳ. Năm 2010, dân số của xã này là 287 người.